# Дукатное золото

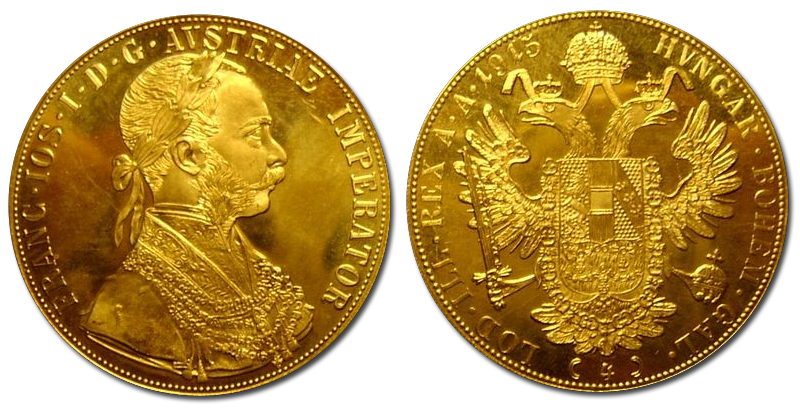
Австрийская инвестиционная монета в 4 дуката с датой «1915», рестрайк

Дукатное золото — сплав золота с содержанием 23 2⁄3 карат (23 карат 8 гран) благородного металла. В метрической системе соответствует 986 пробе.
Появление названия дукатного золота связано с феноменом дуката. Будучи впервые отчеканена в Венеции в 1284 году, монета на протяжении многих столетий избежала порчи. Большинство стран Европы на протяжении более 700 лет выпускали дукаты, придерживаясь первоначальных характеристик — вес монеты около 3,5 г, проба сплава золота около 980-й. На 2015-й год из дукатного золота 2 страны — Нидерланды и Австрия — продолжали чеканить инвестиционные монеты.